# Biblioteca Marciana
Biblioteca Marciana je italská národní knihovna stojící na náměstí Svatého Marka v Benátkách. Obsahuje téměř sedm set tisíc svazků a patří tak k největším italským knihovnám. Je známá také pod názvy Biblioteca San Marco (Knihovna svatého Marka), Libreria Marciana, Libreria Sansoviniana nebo Libreria Vecchia.

## Historie knihovny
Myšlenka na vybudování veřejné knihovny v Benátkách pochází již z roku 1362 od básníka Francesca Petrarky, který svůj návrh podpořil darem svých knih. Jeho návrh byl však Velkou radou města dočasně odmítnut, protože nebylo pro knihovnu nalezeno vhodné místo. Roku 1468 poskytl kardinál Basilius Bessarion budoucí knihovně 1000 svazků, což byl pro stavbu knihovny významný impuls.

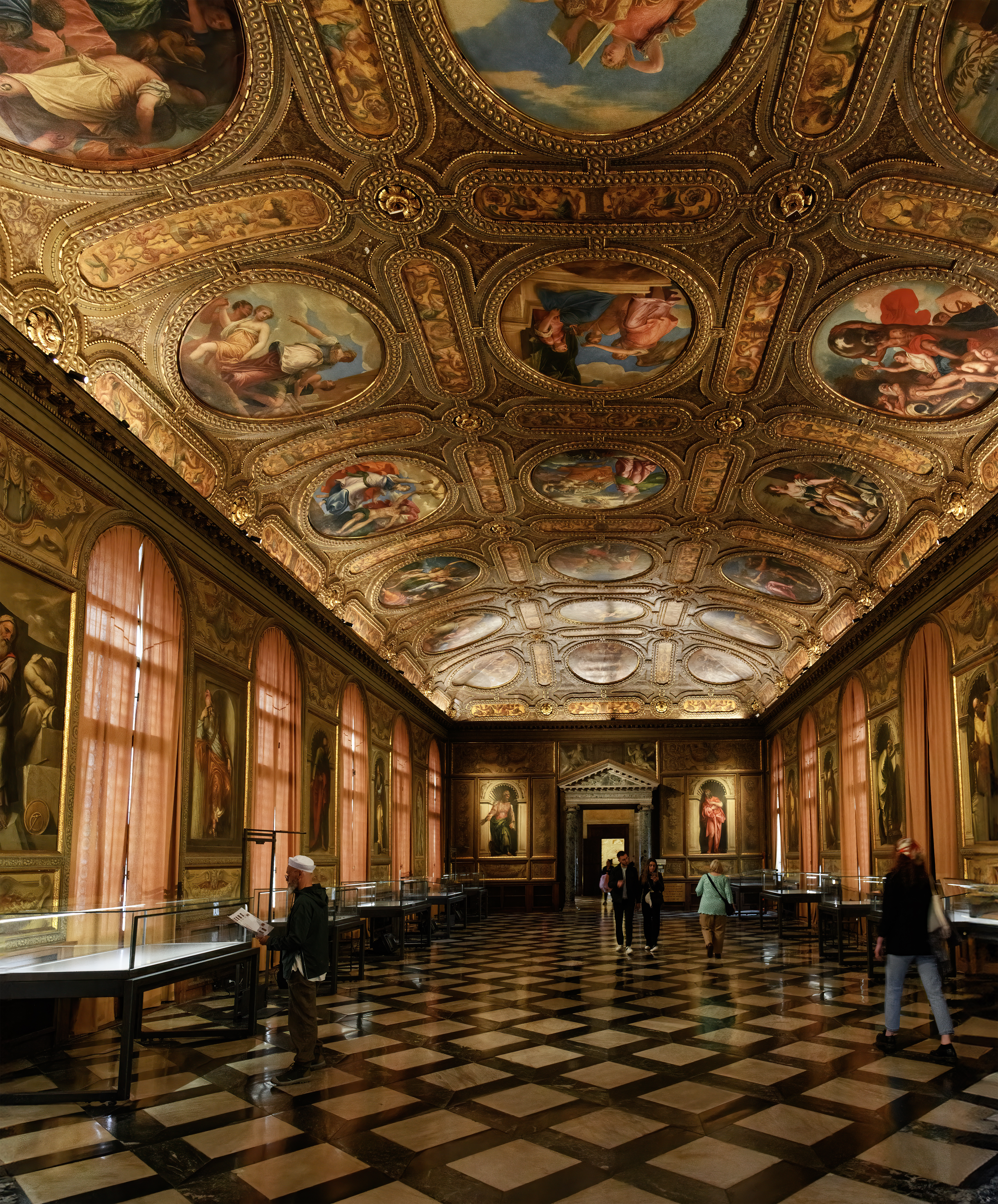
Hlavní sál knihovny

Stavba knihovny však započala až roku 1537 a jejím vedením byl pověřen architekt Jacopo Sansovino. Během stavby se roku 1545 zřítila část klenby nad hlavním sálem a Sansovino byl uvězněn. Po propuštění musel stavbu opravit na vlastní náklady. Po jeho smrti roku 1570 stavbu v letech 1582–1591 dokončil Vincenzo Scamozzi. Roku 1603 byl vydán dekret, že z každého tisku v Benátkách musí být jeden kus věnován knihovně.
Knihovna je považována za Sansovinovo mistrovské dílo. Na budově je řada soch znázorňujících mytologická božstva. Vnitřek knihovny vyzdobili významní italští malíři jako byl Tintoretto, Veronese, Tizian a Jacopo de' Barbari. Strop vyzdobili mladí malíři, kteří na něm vypodobnili antické bohy ztělesňující umění a ctnosti.
V knihovně je uloženo třináct tisíc manuskriptů, šest set tisíc tištěných knih, dvacet pět tisíc inkunábulí (nejstarších prvotisků) a dvacet čtyři tisíc děl ze 16. století. Nejvzácnějšími exponáty jsou dva kodexy Iliady od Homéra z 10. a 11. století a dále řecké, arabské a latinské rukopisy.
Knihovna dodnes plní funkci veřejné knihovny. Její hlavní sál je však používán pro různé výstavy a v dolní části knihovny jsou kavárny.